# Cabariot
Cabariot è un comune francese di 1 445 abitanti situato nel dipartimento della Charente Marittima nella regione della Nuova Aquitania.

## Storia

### Simboli
Lo stemma del comune è stato adottato nel 2024.

## Società

### Evoluzione demografica
Abitanti censiti